# Cerodontha occidentalis
Cerodontha occidentalis är en tvåvingeart som beskrevs av Sehgal 1968. Cerodontha occidentalis ingår i släktet Cerodontha och familjen minerarflugor. Inga underarter finns listade i Catalogue of Life.